# Ариел (спътник)
Вижте пояснителната страница за други значения на Ариел.
Ариел е естествен спътник на Уран. Открит от английския астроном Уилям Ласел на 24 октомври 1851 г. едновременно със спътника Умбриел. Спътникът носи името на героиня от произведението на Александър Поуп „Влизане с взлом“.

## Наименование
Името Ариел както и имената на четири други естествени спътника на Уран са предложени от сина на Уилям Хершел – Джон Хершел през 1852 г. по молба на Уилям Ласел, който през 1851 г. открива Ариел и Умбриел.  Понякога Ариел бива наричана Уран-1.

## Физически характеристики
Единственият апарат, изследвал Ариел, е Вояджър 2 по време на прехода си през урановата система през януари 1986 г. Изследваноо е само осветеното от Слънцето южно полукълбо. Вояджър 2 прави най-близкото си преминаване покрай Ариел на 24 януари, когато преминава само на 127 000 km от спътника.
Ариел се състои приблизително от 50% лед, 30 % силикатни скали и 20% замръзнал метан. За повърхността му са характерни зони с протичащи цикли на замръзване/размразяване. На повърхността почти липсват кратери и се смята, че спътникът е претърпял значимо геоложко събитие, довело до образуването на множество вериги от разломи, каньони и полета със замръзнала вода.
Учените разпознават следните геоложки забележителности на Ариел:
- кратери
- разломи
- долини

Ариел прилича на сатурновия спътник Диона. Те са много близки по размер, плътност и маса, като Ариел е с малко по-големи стойности по тези характеристики. И двата спътника най-вероятно са имали минала геоложка активност.